# هيو إيفان توماس
الأدميرال السير هيو إيفان توماس، (مواليد 27 أكتوبر 1862 – 30 أغسطس 1928) كان ضابطًا في البحرية الملكية البريطانية.
خلال الحرب العالمية الأولى، قاد سرب المعركة الخامس للأسطول الكبير، ورفع علمه على سفينة بارهام في معركة جوتلاند في 31 مايو – 1 يونيو 1916.